# Burges James Gadsden Provincial Park
Der Burges James Gadsden Provincial Park ist ein 404 Hektar großer Provincial Park in der kanadischen Provinz British Columbia. Der Park liegt 10 Kilometer nördlich von Golden, im Columbia-Shuswap Regional District.

## Anlage
Der kleine Park liegt im Columbia Valley, im südlichen Teil des Rocky Mountain Trench. Er liegt zwischen dem Columbia River im Westen und dem Highway 95 bzw. einer Eisenbahnstrecke der Canadian Pacific im Osten. Nach Norden begrenzt die Einmündung des Blaeberry Rivers den Park.
Bei dem Park handelt es sich um ein Schutzgebiet der Kategorie III (Naturdenkmal).
Im Juni 2005 wurde im Columbia Valley, mit einer Fläche von 15.070 ha, das Ramsar-Feuchtgebiet Columbia Wetlands ausgewiesen. Der Provinzpark liegt dabei vollständig innerhalb des Ramsar-Schutzgebietes.
Im Umkreis befinden sich noch weitere der Provincial Parks in British Columbia, zum Beispiel der James Chabot Provincial Parks (welcher teilweise auch innerhalb der Grenzen der Columbia Wetlands liegt) oder als größerer Park der Bugaboo Provincial Park, auch die Zugänge zum Kootenay-Nationalpark und zum Yoho-Nationalpark liegen nicht weit entfernt.

## Geschichte
Wie bei fast allen Provinzparks in British Columbia gilt auch für diesen, dass er lange bevor die Gegend von europäischen Einwanderern besiedelt oder sie Teil eines Parks wurde, Jagd- und Fischereigebiet verschiedener Stämme der First Nations, hier hauptsächlich der Secwepemc, war.
1807 erreichte David Thompson bei seiner Forschungsreise, vom Howse Pass kommend, an der Einmündung des Blaeberry Rivers (welchen er als Portage Creek benannte) den Columbia River und erforschte diesen in Richtung der Quelle er.
Der Provincial Park wurde am 24. Juni 1965 eingerichtet. Seit seiner Einrichtung wurde sein Status neu festgelegt und die Grenzen sowie damit verbunden die Fläche mehrmals geändert. Der Park ist benannt nach Burges James Gadsden, einen Siedler im Columbia Valley, der 1965 der Provinz die Fläche für den ursprünglichen Teil des Parks schenkte.

## Flora und Fauna
In British Columbia wird das Ökosystem mit dem Biogeoclimatic Ecological Classification (BEC) Zoning System in verschiedene biogeoklimatischen Zonen eingeteilt. Biogeoklimatische Zonen zeichnen sich durch ein grundsätzlich identisches oder sehr ähnliches Klima sowie gleiche oder sehr ähnliche biologische und geologische Voraussetzungen aus. Daraus resultiert in den jeweiligen Zonen dann auch ein sehr ähnlicher Bestand an Pflanzen und Tieren. Innerhalb des Ökosystems von British Columbia wird das Parkgebiet im Wesentlichen der Interior Douglas Fir Zone zugeordnet (IDFdm2). Der Park und seine Umgebung beherbergen dabei verschiedene seltene und gefährdete Arten.

## Aktivitäten
Der Park ist ein sogenannter „Day-use Park“ und bietet keine Stellplätze für Wohnmobile und Zelte. Neben der Nutzung zur Tierbeobachtung wird der Park auch zum Wandern genutzt.